# 文森岬級車輛運輸艦
文森岬級車輛運輸艦是一款服役於美國海軍的車輛運輸艦。文森岬級原為芬坎蒂尼建造的兩款民用滾裝船，並在建成後服役於CMBT Italy。美國海事局於1993年收購該級船隻並分配到美國軍事海運司令部後服役至今，並保持ROS-5狀態。

## 發展
CMBT Italy於1984年收購由芬坎蒂尼建造的兩款民用滾裝船後投入服役，在服役10年後美國海事局收購該級船隻並分配到美國軍事海運司令部。1994年該級船隻在進行軍事化改裝後正式改掛美國國旗，並保持在ROS-4狀態。由於要符合美國驗船協會以及美國海岸警衛隊的船隻規範，因此在ROS狀態時船上也是常駐一組10人技術小隊。而文森岬級目前處於ROS-5，並且每年都會進行一次啟動演習以確保其妥善率。
文森岬級於服役僅一個月後便執行第一次作戰任務恢復民主行動，將物資從北卡羅來納州威明頓運送至駐紮在海地的聯合國維和部隊長達三個月。返航後的文森岬級除軍事演習外，也曾參與颶風米契的人道救援活動，
文森岬級的第二次作戰任務則為2003年的伊拉克戰爭，將美國陸軍第四師從德克薩斯州博蒙特運送至科威特。至此美軍從2003年至2008年間陸陸續續運送物資至中東，其2005年也曾支援遭卡崔娜颶風重創的新奧爾良地區。自2008年卸任戰爭任務後，文森岬級移至德克薩斯州博蒙特的後備艦隊，並停泊至今。該船最初由基斯通船務公司營運至2016年1月，後由Patriot Contract Services接手至今。

### 設計
美軍於1998年對文森岬級進行大型改裝，包括為船體新增翼甲板，增加其載貨能力。文森岬級的艦尾配備坡道，可讓輪式或履帶式軍用車輛直接駛入船艙，實現快速運輸作業。文森岬級總甲板面積達156,524平方英尺（14,541.6平方），其中126,084平方英尺为高强度军用甲板（承重能力超过525磅/平方英尺，净高13英尺），另设30,440平方英尺轻型甲板区。此外还配备了100个450伏特的冷藏集装箱电源接口，增强了其特种物资运输能力。

## 同級艦
| 艦名     | 舷號       | 造船廠   | 下水       | 服役（民用） | 服役（軍用） | 退役 | 結局      |
| -------- | ---------- | -------- | ---------- | ------------ | ------------ | ---- | --------- |
| 文森岬號 | T-AKR-9666 | 芬坎蒂尼 | 1984-03-28 | 1984         | 1993-04-02   | 尚未 | 處於ROS-5 |
| 勝利岬號 | T-AKR-9701 | 芬坎蒂尼 | 1984-09-24 | 1984         | 1993-04-02   | 尚未 | 處於ROS-5 |

## 補充
1. ↑  根據海軍歸類，也能稱之為Ｖ-岬級（Cape Ｖ Class）
2. ↑  能夠在5天以內重啟
3. ↑  能夠在4天以內重啟
4. ↑  該級的艦名皆是以V-字為開頭
5. ↑  Victory

## 外部連結
- National Defense Reserve Fleet Inventory （页面存档备份，存于）
- http://www.keyship.com （页面存档备份，存于）
- http://www.marad.dot.gov （页面存档备份，存于）